# Colliculus
 (novembre 2011).
Les colliculi (singulier : colliculus ; du latin, signifiant "mont", "colline") ou tubercules quadrijumeaux sont quatre petites masses arrondies de l'encéphale humain, situées sur la face postérieure du mésencéphale, la partie supérieure du tronc cérébral. 

## Disposition
Les colliculi sont au nombre de quatre : deux supérieurs (ou antérieurs), placés plus haut et en avant, et deux inférieurs (ou postérieurs), placés plus bas et en arrière. Ils se situent au niveau du tectum, en arrière de l'aqueduc du mésencéphale. La glande pinéale (ou épiphyse), qui appartient au diencéphale, est maintenue juste au-dessus des colliculi supérieurs et est appendue entre eux. Latéralement en haut se trouvent les thalamus du diencéphale ; latéralement en avant sont situés les pédoncules cérébraux. En dessous des colliculi inférieurs se trouve l'émergence des nerfs trochléaires, médiale, au niveau du voile médullaire supérieur, qui est encadré des pédoncules cérébelleux supérieurs.

## Fonction
Le colliculus supérieur coordonne les mouvements des yeux et de la tête, tandis que le colliculus inférieur fait partie de la voie auditive ascendante entre l'oreille et le cortex auditif.

## Anciens noms
Chez André Vésale, la glande pinéale, les colliculi supérieurs et inférieur étaient appelés pénis, testicules et fesses (De Testibvs Et Natibvs Cerebri. cap. IX). Les dissections du cerveau ont suggéré dans l'esprit des Grecs, des figures fantasmatiques, qui vont former une longue tradition terminologique médicale, dénoncée éventuellement par Nicolas Sténon, dans son Discours sur l'anatomie du cerveau. C'est Jacques-Bénigne Winslow pour se conformer à Sténon qui renommera les nates et testes en « tubercules quadrijumeaux », « à l'imitation du langage des Anatomistes, qui ont employé le même terme de Quadrijumeaux pour nommer quatre petits Muscles voisins qui sont attachés aux environs du grand Trochanter de la Cuisse. ».

## Source
- « Article Tubercules quadrijumeaux », sur Imago Mundi (encyclopédie en ligne)